# Yelle
Yelle, nome d'arte di Julie Budet (Saint-Brieuc, 17 gennaio 1983), è una cantautrice francese, figlia del musicista François Budet.

## Biografia
Raggiunge la notorietà pubblicando i primi lavori su Myspace, attirando particolare attenzione quando pubblica una canzone dal nome "Short Dick Cuizi", indirizzata a Cuizinier, membro del gruppo parigino hip-hop TTC. Collaborando con il produttore e amico GrandMarnier Yelle registra nel 2007 l'album di debutto, Pop-Up, seguito dal primo singolo "Je Veux Te Voir" (versione finale di "Short Dick Cuizi"). La canzone diventa presto una hit nazionale e, riadattata con un nuovo videoclip, lancia Yelle nel panorama internazionale. La collaborazione col gruppo francese Fatal Bazooka nella canzone "Parle à ma main" (2007) contribuisce fortemente al lancio nazionale della cantante, raggiungendo presto la cima delle classifiche dei singoli in Francia. L'11 gennaio 2011 la cantante francese attraverso il proprio sito ufficiale annuncia come nel marzo 2011 uscirà il suo secondo album in studio dal titolo "Safari Disco Club". La cantante afferma al riguardo:
(Julie Budet)

## Origine del nome
Durante la prima intervista televisiva, nel corso della trasmissione "Grand Journal", ha dichiarato che il suo pseudonimo deriva dalla contrazione delle parole "Yeah" ed "Elle" ("lei" in francese). Nelle interviste successive, ha affermato invece che si trattava dell'acronimo femminilizzato di "You enjoy life".

## Discografia
- 2007: Pop Up
- 2011: Safari Disco Club
- 2014: Complètement fou
- 2020: L'Ère du Verseau
- 2024: All the time / Tout le temps’[1] (singolo) The Knocks & Yelle

## Televisione
- I love you 2 (J’ai 2 amours) miniserie-TV diretta da Clément Michel (2018)